# Sardinia (Ohio)
Sardinia – wieś w Stanach Zjednoczonych, w stanie Ohio, w hrabstwie Highland.